# Iris (Miranda Sex Garden)
Iris è il secondo lavoro dei Miranda Sex Garden, il primo EP.

## Tracce
1. Lovely Joan – 2:40
2. Falling – 5:39
3. Fear – 7:07
4. Blue Light – 6:30
5. Iris – 7:18

## Formazione
- Katharine Blake: Voce, Violino, Percussioni
- Kelly McCusker: Voce, Violino, Organo
- Donna McKevitt: Voce, Viola
- Ben Golomstock: Chitarre, Organo, Basso, Voce
- Trevor Sharpe: Batteria, Percussioni, Basso